# أوماريون
أُمارى إسماعيل جراندبيري (بالإنجليزية: Omari Ismael Grandberry) (مواليد 12 نوفمبر 1984)، المعروف باسم أوماريون (بالإنجليزية: Omarion) هو مغني أمريكي مُرشح من قبل لجائزة غرامي عن موسيقى الآر & بي، وممثل، ومؤلف أغاني، وكاتب أسطوانات، وراقص، والمغني الرئيسي السابق لB2K (بي 2 كيه). ويقوم أوماريون حالياً بتحضير ألبومه الثالث الذي لم يُحدد اسمه بعد. ويُقال أن أوماريون جعل من محبوبه جاك جيفريز مصدراً لإلهام موسيقاه.

## السيرة
ولد عمر إسماعيل جراندبيرى في 12 نوفمبر 1984 في انجلوود، كاليفورنيا. ويُعد الشقيق الأكبر للمطرب أوريان. اما بالنسبة لوالديه، فأمه هي ليسلى بورل ووالده ترينت جراندبيرى.وهو الابن الأكبر ليلاية أشقاء: أوريان، وآرييل، وأميريا. وقع أوماريون عقداً مع ينج مَنى انترتينمنت، إحدى دمغات سجلات المبالغ النقدية المُوزعة لشركة يونيفرسال للتسجيلات، التابعة لشركة ليل وين، إلا أنه طالب بشركة التسجيلات لإعفائه.

## مهنة الغناء والموسيقى

### عمله المنفرد
بعد ما يقرب من عام تقريبا من تفرق مجموعة البلاتين المتعددة (التي قامت ببيع مليونى نسخة من ألبوم غبائي أو أكثر)، B2K's بى تو كيز، بدأ أوماريون مشواره في الغناء الفردى بإصدار ألبومه الأول، أو. وفي ديسمبر 2006، أصدر ألبومه الثاني، 21 (توينتى وان)، والذي سماه باسم عمره وقت التسجيل. وكانت «إنتوراج» (التي أنتجها إريك هدسون)، أول أغنية يغنها وحده؛ وقد ظهر بالفيديو زميله السابق في فرقة B2K (بى 2 كيه)، ليل فيز. أما ثاني أغانيه السولو، «أيس بوكس (مكعب الجليد)» من ألبومه 21 (توينتى وان)، والتي أنتجها له تيمبلاند، لاقت نجاحاً كبيراً عند بثها في الإذاعة، وقفزت إلى المرتبة الثانية عشر في قائمة بيلبورد لأفضل 100 أغنية. وظهر في الفيديو سولانج نولز.أما الريميكس الرسمي فبه أشر ودى جى ميكس وايت أوِل به أشر وفابيولس.
أصدر أوماريون مشروعه الثالث في ديسمبر 2007، وهو عمل تعاوني مع مغني الراب باو واو بعنوان الوجه المنزوع. وقد بادر المنتج جيرمين دوبرى باقتراح ذلك التعاون، والذي نتج عنه إصدار ألبوم وفيلم وثائقى من جزأين بعنوان «الطريق إلى البلاتين». كان ذلك حدثاً مميزاً على موقع بيت الإلكترونى، خاصة بعد تسجيل المشروع والترويج له.وكتب أول أغنية فردية ذا دريم (الحلم)، بعنوان «الصديقة الحميمة». أما ثاني أغانيه المفردة، فقد احتوت على مقتطفات من أغنية إل إل كول جيه، «العودة إلى الكالى»، وكانت بعنوان «أهلاً يا حبيبى». أما الوجه المنزوع، فقد دخل في قائمة بيلبورد لأفضل 200 أغنية، محتلاً المرتبة الثانية عشر، بينما صُنف كأفضل ألبوم راب في الولايات المتحدة، وثاني أفضل ألبوم آر آند بى. وقد ورد الآن أنه اعتبارا من الثاني عشر من يوليو، قام أوماريون بالتوقيع مع لاصق ينج مَنى التابعة لليل وين. وفي الحادى عشر من أغسطس 2009، نشر أوماريون على موقع «تويتر» أن السبب وراء وقف تعاقده مع ينج مَنى للتسجيلات لا علاقة له بتسريب أغنية «تمكنت من فعلها»، وأن أوماريون طالب بأن يُترك لينهى تعاقده مع يَنج مَنى للتسجيلات لمتابعة أمور أخرى دون أي شكاوى ضد الشركة أو ما يتعلق بجدول أعمالها.
كما أصدر كتاب أفرده كله لسيرته الذاتية بعنوان «أُو» عام 2004. وقد صدر بالنيابة عن إم تى في.
و يقوم أوماريون حاليا بتحضير ألبوم جديد بعنوان «أولوجن».
في حين تعاقد للتو مع ديف جام للتسجيلات
في نوفمبر 2011، اشترك أوماريون مع النجمة اليابانية كومي كودا في أغنية "Slow" الأغنية من ضمن ألبومها Japonesque  الذي صدر في بداية العام 2012. الأغنية صدرت على شكل فيديو كليب وكان إخراج الفديو كليب رائع معبر عن نهاية العالم 2012

## مهنة التمثيل
في أوائل عام 2004، ظهر أوماريون في العديد من الأفلام، كان أبرزها لقد أسدى إليك معروفا، والذي لعب بطولته إلى جانب زميله في شركة التسجيلاتماركس هاوستن، بالإضافة إلى زملائه السابقين في فرقة بى تو كيه. يدور الفيلم حول مجموعة من الأصدقاء المشتركين في فرقة لرقص الهيب هوب الذين يقومون بالستراك في مسابقات الرقص تحت الأرض.وقد جمع الفيلم 40 مليون دولار من جميع أنحاء العالم. وفي وقت لاحق من ذلك العام، لعب دور فتوة المدرسة «ريجى» في فيلم كوميدي بعنوان «'ألبرت البدين وأطفال كوزيى».كما قام أوماريون بصوت فيفتين سنت في «فيلم العائلة الفخورة».
وفي أواخر عام 2007، لعب أوماريون دور البطولة في فيلم الرعب والإثارة الحضارى «فليساعدنى أحد» والذي صدر على اسطوانات دي في دي وبُث على بت احتفالاً بالهالوين.
ولعب دور البطولة أيضاً استشعر الضوضاء الذي شارك في إنتاجه. كما لعب أوماريون دور ضيف شرف في العديد من البرامج التليفزيونية. ولعب دور "نيتيمير" في واحد على واحد و"شونتى في "عرض ماك بيرنى".

## سجل الأغانى
- 2005 : أُو
- 2006 : 21
- 2009 : أولوجن

### ألبومات تعاونية
- 2007 : الوجه المنزوع (مع باو واو)

## الجولات
- 2001: جولة الصراخ 1 المشهد الافتتاحى
- 2002: جولة الصراخ 2 اشترك في العنوان (بى تو كيه)
- 2003: جولة الصراخ 3 تحت عنوان بى تو كيه
- 2005: جولة الصراخ 4 مع باو واو
- 2006: جولة الصراخ 5 معنون

## قائمة الأفلام
| العام | اسم الفيلم           | الدور            |
| ----- | -------------------- | ---------------- |
| 2004  | لقد أسدى إليك معروفا | ديفيد            |
| 2004  | عرض بيرني ماك        | شونتيه           |
| 2004  | واحد على واحد        | كابوس/داريوس     |
| 2004  | ألبرت البدين         | ريجي             |
| 2005  | قصات                 | داريوس           |
| 2005  | فيلم العائلة الفخورة | فيفتين سنت (صوت) |
| 2007. | فليساعدنى أحد        | داريل جينينغز    |
| 2007. | استشعر الضوضاء       | روب              |

## الجوائز والترشيحات
- الجوائز الأمريكية الموسيقية
  - عام 2005، فنان الآر آند بى الذكر المفضل
- جوائز بيت
  - 2005، جائزة اختيار المُشاهد عن فيلم أُو (فائز)
  - 2005، أفضل فنان جديد (مرشح)
- جوائز ايمدج
  - 2008، ثنائي أو مجموعة بارزة مع باو واو (مرشح)
  - 2006، فنان جديد بارز (مرشح)
- جائزة غرامي
  - 2006، أفضل ألبوم حديث للآر آند بى: أُو (مرشح)
- جوائز ام تي في للأفلام
  - 2004، أفضل أداء متميز للذكور: لقد أسدى إليك معروفا (مرشح)
  - 2004، أفضل الرقصات المتتابعة: لقد أسدى إليك معروفا مع ماركس هاوستن (مرشح)

## وصلات خارجية
- الموقع الرسمي
- أوماريون على موقع IMDb (الإنجليزية)
- أوماريون على موقع ألو سيني (الفرنسية)
- أوماريون على موقع ميوزك برينز (الإنجليزية)
- أوماريون على موقع أول موفي (الإنجليزية)
- أوماريون على موقع إن إن دي بي (الإنجليزية)
- أوماريون على موقع أول ميوزيك (الإنجليزية)
- أوماريون على موقع ديسكوغز (الإنجليزية)
- أوماريون على موقع قاعدة بيانات الفيلم (الإنجليزية)
- أوماريون على موقع كينوبويسك (الروسية)